# Katehol
Katehol (pirokatehol, 1,2-dihidroksibenzen) je organsko jedinjenje sa molekulskom formulom . On je orto izomer benzendiola. Ovo bezbojno jedinjenje se prirodno javlja u veoma malim količinama. Oko 20 miliona kg se proizvodi godišnje, uglavnom kao prekurzor za pesticide, ukuse i mirise
Katehol se javlja u obliku pahuljastih belih kristala koji se veoma brzo rastvaraju u vidi. 
Ime „katehol“ se takođe koristi za klasu hemijskih jedinjenja, koja su još poznata kao katehini.

## Izolacija i sinteza
Katehol je prvi put izolovao 1839. H. Reinsch putem distilacije katehina iz katišua, ekstrakta biljke Mimosa catechu. Nakon zagrejavanja katehina iznad tačke razlaganja, supstanca prvo poznata kao "pirokatehol" (kasnije jednostavno katehol) je formirana. Katehol se prirodno javlja u tri oblika u biljci Pterocarpus marsupium, u katranu bukvinog drveta, i njegova sulfonska kiselina je detektovana u urinu konja i ljudi.
Katehol se industrijski proizvodi hidroksilacijom fenola upotrebom vodonik-peroksida:

## Spoljašnje veze
- Međunarodni kartica hemijske bezbednosti 0411
- džepni vodič za hemijske hazarde
- „IARC monografija: „Katehol“”.